# Programa Escola do Adolescente
O Programa Escola do Adolescente (PEA) é um programa do Governo Federal, em parceria com a UNDIME e o CONSED, instituído no Governo Temer pela Portaria nº 1.248, de 27 de novembro de 2018
O programa é destinado às escolas com anos finais do Ensino Fundamental (6o ao 9o anos) e tem como objetivo tornar à escola mais conectada com adolescentes, através de formação de gestores e professores e do fortalecimento da gestão pedagógica com apoio técnico e ferramentas de gestão.
O projeto foi anunciado em 27/11/18 pelo Ministro da Educação Rossieli Soares e teve a adesão abertas em dezembro de 2018. As adesões podem ser feitas por qualquer escola que tenha turmas dos Anos Finais e estão abertas entre 20/12/18 e 21/01/19 no site adolescente.mec.gov.br

## Objetivos
O programa tem como objetivo geral a promoção da aprendizagem significativa e a redução da reprovação e do abandono dos alunos dos anos finais do Ensino Fundamental, por meio da construção um ambiente escolar atrativo para os adolescentes e seus contextos.
Objetivos específicos:
1. Aumentar a aprendizagem em Língua Portuguesa, Matemática, Ciências e Inglês;
2. Reduzir a taxa de abandono;
3. Reduzir a taxa de reprovação;
4. Reduzir a distorção idade-série;
5. Contribuir com o desenvolvimento das dez competências gerais da Base Nacional Curricular Comum[2]

## Estrutura
O Programa oferece formação aos gestores e aos professores e apoio técnico por meio de ferramentas de gestão.
O Programa conta com três etapas: Diagnóstico, Plano de Ação e Monitoramento e Avaliação. Em cada uma delas, os professores e gestores contarão com formações específicas e ferramentas de gestão em ambiente virtual para pôr em prática os conhecimentos adquiridos e, assim, promover uma transformação na escola.
Cada participante tem um login e uma senha para acessar os conteúdos no site e podem se utilizar de cursos formativos e as ferramentas de gestão.
Em 2019 espera-se que mais de 13 mil escolas sejam atendidas pelo programa com 1,5 milhões de estudantes sendo afetados.